# 美術の祭典・東京展
美術の祭典・東京展は、東京展美術協会が運営する美術展。1975年から開催。例年、10月上旬に東京都美術館で開催される。

## 概要
- 展示作品は平面（具象、非具象）・立体・絵本・コミックアート・版画・イラスト・写真等広範囲に渡る[1]。中でも絵本は第2回より毎年開催され、国内最大規模の展示となっている。
- 作家展示のほか、企画展と顕彰故展が行われる。顕彰故展は東京展関係者に限らない場合もある。
- 展示は東京展美術協会会員と一般出品者の作品である。一般出品者は運営委員会によって推薦された作家で、公募審査は行わない。一度出品資格が認められると翌年以降も資格は継続される[2]。他団体と異なる最大の特徴で、公募審査（順位付け）を行わないのは、作品の創作者の間にヒエラルキーを作らず、創作者が対等にあるようにという強いこだわり、初期からのコンセプトであるため。[3]
- 当初、授賞はなかったが第6回以降出品者の意欲、作品の質の向上のため授賞制度が設置された。現在は東京展賞、優秀賞、功労賞、奨励賞の他地域おこし企画としてグルグルハウス賞、また５回ごとに記念展賞がある。[4][5]
- 現在、受賞者展、会員展、グルグルハウス賞展など付随する展示会も活発に行われている。

### グルグルハウス賞
第39回から設置された賞。副賞としてギャラリーグルグルハウスにてグルグルハウス賞受賞者展が行われる。

## 沿革

### 開催まで
1974年50余名の画家からなる都立新美術館問題対策協議会を結成。中村正義、笹岡勇らが展覧会実現の協力要請の為、中村哲（当時法政大学総長）を訪問。翌1975年東京展準備委員会発足。中村正義は山本正雄と共に針生一郎を訪ね、展覧会実現の要請を図り、針生は（方向性のあるアンデパンダン：招待部門・一般部門）とする事を前提に承諾。東京展実行委員会が結成された。

### 第1回（1975年）[6]
11月1日～11月20日まで開催。後援：東京都　観客動員数7万7千人以上、出品総数1691点。ポスター及び目録表紙デザインは粟津潔。

#### 主な出品作家[注 3]
- 上田薫
- 岡本太郎
- 元永定正
- 輿水璋
- 井上長三郎
- 建畠覚造
- 松沢宥
- 荒木経惟
- 山下菊二
- 深尾庄介
- 北山泰斗
- 笹岡勇
- 脇田愛二郎
- 小作青史
- 石岡瑛子
- 池田竜雄[注 4]
- 永井一正
- 島州一
- 榎倉康二
- 四谷シモン
- 小清水漸
- 速水史朗
- マッド・アマノ
- 高山登
- 山本貞
- 丸木位里
- 田代光
- 中村正義
- 山本政雄
- 斎藤真一
- 大沢昌助
- 田島征三
- オノサト・トシノブ
- 田名網敬一
- 黒崎彰
- 丸木俊
- 相笠昌義
- 菊畑茂久馬
- 上原二郎
- 勅使河原純
- 此木三男[注 5]
- 佐藤多持
- 中島けいきょう[注 6]
- 金芝河
- 小杉武久[注 7]
- ギリヤーク尼ヶ崎[注 8]
- 天井桟敷 (劇団)[注 9]
- 久里洋二[注 10]

#### カタログ執筆者
- 野村太郎
- 瀬木慎一
- 赤根和生
- 日向あき子
- ヨシダ・ヨシエ
- 石子順造
- 石崎浩一郎
- 平井亮一
- 中村哲
- 粟津潔
- 針生一郎
- 他

#### 企画展 東京・きのう・きょう・あす
なつかしの人々（写真）／生きている町絵師／美術のなかの東京／東京大空襲（写真と絵画）／'75美術ハイライト／終末と未来の都市／ワークショップ（観客参加による制作実験）／「市民の手で原爆の絵を（ビデオ）／原爆の絵・展示

### 第2回（1976年）
9月21日～10月8日まで開催。針生一郎、丸木位里ら30名が東京展市民会議から退会。東京都は東京展の後援を外す。運営は「東京展」市民会議に。この年より「絵本の部屋」を開催。
参加出品部門と企画部門があった。参加出品部門として「笑い」「告発」「エロス」「人間」「自然」「自由作品部」「立体」「映像」があり、企画部門として「どろ絵」「近代出版美術名作コーナー（明治・大正・昭和）」「書」「絵本」「アニメーションワークショップ」「ビデオワークショップ」「写真ワークショップ」「戯団・款徒」「SFワークショップ」「催事部門」があった。

#### 主な出品作家
- 井上長三郎
- 深尾庄介
- 立石鐵臣
- 一木平蔵
- 笹岡勇
- 大成瓢吉
- 伊達圭次
- 岡本太郎
- 勅使河原純
- 萩森久朗
- 勝田寛一
- 角章
- 富田英三
- 尾崎千頭
- 星野眞吾
- 白水興承
- 石井照洋
- 中村正義
- 田代光
- 赤木幸輝
- 深井克美
- 井上リラ
- 此木三九男[注 11]
- 濱野彰親
- 小野寺マリレ
- 美濃部民子
- 田島征三
- 畔柳赫
- 佐藤昌祐
- 中川令子
- 大住閑子
- 中井幸一
- 河瀬道雄
- 山下治
- 佐熊桂一郎
- 大成節子
- 大島哲以
- 清田英作
- 輿水璋
- 森下泰輔
- 陳永森
- 丸木位里
- 織田泰児
- 伊丹靖夫

#### 主な出品作家（書）
井上長三郎、大岡信、岡本太郎、加藤唐九郎、木内克、木村東介、草野心平、熊谷守一、今東光、島本多喜雄、神彰、高橋新吉、武見太郎、中河与一、中村哲、中村正義、野坂参三、のむら清六、細川隆元、真壁仁、宮川寅雄、宮田武義、吉野せい

#### 主な出品作家（アニメーション　ワークショップ）
亀井武彦、木下 蓮三、川本喜八郎、湯川高光、城ノ内あずま、岡本忠成、早川啓二、古川タク、中島興、鈴木伸一、辻真先

#### 主な出品作家（催事部門）
三笑亭笑三、ギリヤーク尼ヶ崎

### 第3回（1977年）
9月21日から10月8日まで開催。絵画、版画、立体、絵本の他企画展示あり。

#### 主な出品作家
岡本太郎、小島功、手塚治虫、横山隆一、近藤日出造、富永一朗、サトウサンペイ、やなせたかし、今東光、武智鉄二、吾妻徳穂、細川隆元、永六輔、井上ひさし

#### 企画展
漫画集団作品展／コンピューター・アート／書／中村正義遺作展

### 第4回（1978年）
9月27日から10月12日まで開催。絵画、立体のほか漫画、劇画展示が充実。絵本は原画と手作り絵本。企画として舞台美術のコーナー、またソヴィエト亡命作家の作品展示は総数248点（66名）にものぼった

#### 主な出品作家（洋画・日本画）
深尾庄介、岡本太郎、井上長三郎、此木三男、一木平蔵、美濃部民子、室田豊四郎、井上リラ、勅使河原純、瀬川明甫、角章、彦一彦、織田泰児

#### 主な出品作家（マンガ・イラスト）
泉昭二、茨田茂平、浜田貫太郎、杉浦幸雄、工藤恒美、岩本久則、近藤日出造、富田英三、やなせたかし、片山雅博、柳原良平、富永一朗、下谷二助、出光永、伊達圭次、永美ハルオ、ウノ・カマキリ、矢野徳、改田昌直、すずき大和、キリコ・タク、桜井勇、佐藤六朗

#### 主な出品作家（劇画）
藤子不二雄、ちばてつや、石森章太郎、大和和紀、矢口高雄、とりいかずよし、手塚治虫、いがらしゆみこ、庄司陽子、里中満智子

#### 主な出品作家（絵本I 原画）
安野光雅、おぼまこと、杉田豊、藤城清治、やなせたかし、長野博一、上野紀子、木村桂子、山口今日

### 第5回（1979年）
9月27日から10月12日まで開催。絵画、版画、立体、デザイン、イラスト、漫画、劇画、写真、映像、絵本、他企画展。5回展から、運営委員・会員制の設置。事務局長は田代光。顕彰故展精度発足。

#### 主な出品作家
立石鐵臣、大成瓢吉、白水興承、田島征彦、丸木位里、山藤章二、横尾忠則、長沢節、富永一朗、杉浦幸雄、ヒサクニヒコ、長新太、真鍋博、馬場のぼる、宇野亜喜良、小松崎茂

#### 企画展
武井武雄作品展／飛翻化蝶展（芸術療法）

### 第6回（1980年）
9月26日から10月12日まで開催。第6回より授賞制度新設。

#### 企画展
- イラストレーター150人の部屋
- 漫画家結集・合作大壁画展示(53名)
- 映像作画合成のための原画展(石井義雄)「西遊記、映画の夢の錬金士」
- 舞踏「大道芸人　-投げ銭に生きる男-」(ギリヤーク尼ヶ崎)
- 特別展示　岩中徳次郎

#### 顕彰故展
立石鐵臣

### 第7回（1981年）
9月20日から10月6日まで開催。韓国現代美術作家の部追加。

#### 主な出品作家
山藤章二、田代素魁、黒田征太郎、赤塚不二夫、荻原賢次、小島功、サトウサンペイ、手塚治虫、藤子不二雄、加藤芳郎、柳原良平

#### 企画展
近藤日出造遺作展／インドの師ラジニーシの光の下で創られた絵画とモビール展／イラストレーターの部展／漫画の部屋／韓国現代美術作家展

### 第8回（1982年）
9月21日から10月6日まで開催。

#### 企画展
江戸小紋の世界(小宮康孝)／ポーランドの現代版画／盲僧琵琶の世界(野田真吉の映像世界)

#### 顕彰故展
畠山三郎、四方田草炎、渡辺義知

### 第9回（1983年）
9月21日から10月6日まで開催。この年より漫画、劇画の部廃止となる。

#### 企画展
韓国民族刺繍／四君子書画／小松崎茂の部屋／世界の古典絵本（武蔵野美術大学所蔵品）

### 第10回（1984年）
9月27日から10月13日まで開催。映像の部廃止となる。

#### 企画展
丸木位里、丸木俊の世界

### 第11回（1985年）
9月18日から10月3日まで開催。

#### 企画展
世界の子どもの絵／組み木絵(中村道雄)

### 第12回（1986年）
9月18日から10月3日まで開催。

#### 企画展
桐生養護学校生徒作品展／加太こうじ紙芝居「黄金バット」実演と講演

### 第13回（1987年）
9月18日から10月3日まで開催。

#### 企画展
日本の手まり／ポーランド現代美術　スタニスワフ・ペイマン／アンナ・ソボル・ペイマン

### 第14回（1988年）
9月18日から10月3日まで開催。

#### 企画展
オランダ現代美術(11名66作品)

### 第15回（1989年）
9月19日から10月3日まで開催。

### 第16回（1990年）
9月19日から10月3日まで開催。

#### 企画展
パックリ―・モス展／レニングラードの画家達「今」展

### 第17回（1991年）
9月19日から10月3日まで開催。

#### 企画展
現代美術と中世の音(東京都立美術館　講堂）／ロシア東と西3人の現代美術

### 第18回（1992年）
9月18日から10月3日まで開催。絵画、版画、立体、デザイン、イラスト、写真、絵本。

#### 企画展
韓国現代美術／「個性派一芸サラリーマンonステージ」(パフォーマンス)／PERFORMING ARTS「声の箱」

### 第19回（1993年）
9月18日から10月3日まで開催。

#### 企画展
縄文の鼓動脈打つ「土の芸術」猪風来／絵本古事記「神々の風景」油野誠一

### 第20回（1994年）
9月18日から10月3日まで開催。

#### 企画展
小松崎茂の世界/虹の部屋(橘幼稚園)

### 第21回（1995年）
9月19日から10月3日まで開催。

#### 企画展
特別出品　阪神大震災の現場より、会員吉見敏治氏の報告(含むデッサン)

### 第22回（1996年）
9月19日から10月3日まで開催。デッサンの部とイラストの部を統合

#### 企画展
長谷川集平絵本の世界

#### 顕彰故展
田代光、佐々木基一、野田眞吉

### 第23回（1997年）
9月19日から10月3日まで開催。デッサンの部とイラストの部を統合

#### 顕彰故展
井上長三郎

### 第24回（1998年）
9月18日から10月3日まで開催。絵画、版画、立体、イラスト、写真、絵本。特別企画展（３人展）

#### 主な出品作家
中村岳、井上リラ

#### 三人展 (企画展示)
カイサ・ハグルンド(絵画、スウェーデン)、ヴァシリス・セオドル(写真、スウェーデン)、城下るり子(平面作品)

#### 顕彰故展
井上照子

### 第25回（1999年）
9月18日から10月3日まで開催。韓国現代美術の部の廃止、５回ごとに「記念展賞」を新設

#### 企画展
ロシア現代画家２人展(アンドレイ・キム、オレグ・リャープクソフ）

### 第26回（2000年）
9月19日から10月3日まで開催。絵画、版画、立体、イラスト、写真、絵本。

#### 企画展・小松崎茂の世界
「戦艦大和の最期」(F100)、「サンダーバード」、浅草六区のスケッチ（昭和11年）など67作品の展示。

#### 企画展・絵本・えばなし
信貴山縁起絵巻、伴大納言絵巻、鳥獣人物戯画、地獄草紙等の古典絵巻、近代の絵本復刻版、武井武雄童話集などもあった。世界図絵、靴ふたつさん、新年の贈り物等の西洋古典作品～近代の復刻版書籍展示など。

### 第27回（2001年）
9月19日から10月3日まで開催。

#### 企画展
富永秀夫の世界(絵本)

### 第28回（2002年）
9月19日から10月3日まで開催。絵画、版画、立体、イラスト、写真、絵本。企画展があった。

#### イラスト
2001年末に亡くなった小松崎茂の遺作展示があった。ほか小妻要、沢登みよじ、濱野彰親、つだゆみ、メソポ田宮文明、藤原ようこう、西村春海、藤森玲子等の作家の出品があった。

#### 企画展
バングラデシュ現代美術展 8作家32作品の展示があった。

### 第29回（2003年）
9月18日から10月3日まで開催。韓国現代美術の部の開催。

#### 顕彰故展
深尾章介、岩崎年勝

### 第30回（2004年）
9月18日から10月3日まで開催。絵画、版画、立体、イラスト、写真、絵本。企画展があった。目録は第３０回展記念出版で、多くのカラー図版が収録された。

#### 企画展
鴨下晁湖展／明日への飛翔（東京展で活躍・貢献された方から選出）

### 第31回（2005年）
9月18日から10月3日まで開催。

#### 特別企画
シンポジウム「今日の美術における＜東京＞」パネラー:赤津侃、永井龍之介、澤登丈夫、難波進

#### 顕彰故展
室田豊四郎

### 第32回（2006年）
9月18日から10月3日まで開催。

#### 特別企画
シンポジウム「戦後ドイツ美術の新潮流」(私の留学体験とその後）対談:赤津侃、斎藤鐵心

### 第33回（2007年）
- 9月19日から10月3日まで開催。[20]
- 2月12日から17日に第一回春季会員展を開催。以降、毎年開催。
- 2月19日から3月１日まで受賞者展開催、以降毎年開催。

#### 特別企画
シンポジウム「東京展 vs VOCA展 コンクールと団体展に見る日本美術の行方」／企画展示　VOCA賞受賞作品展示

### 第34回（2008年）
9月18日から10月3日まで開催。この年以降目録にカラー写真が多く用いられるようになった。

#### 特別企画
シンポジウム「世界の美術の潮流と日本の団体展の現在」

### 第35回（2009年）
9月18日から10月3日まで開催。

#### 特別企画
シンポジウム「東京展は何処から来て何処へ行くのか」／田中正造ドキュメンタリー映画「赤貧洗うが如き」上映

### 第36回（2010年）
7月6日～17日まで開催。東京都立美術館が改装工事のため２年間休館のため、ギャラリーくぼた本館・別館にて開催。

### 第37回（2011年）
7月19日～30日まで開催。前年同様ギャラリーくぼた本館・別館にて開催。またギャラリーと提携して、アートフェスタ東京展という展示会を開催。東日本大震災チャリティーのための小品展を開催、義捐金を被災地へ送った。

### 第38回（2012年）
- 1月17日～22日に、第一回「美術の祭典　関西展」を兵庫県立美術館 原田の森ギャラリーで開催。以降例年開催。[19]
- 9月9日から9月16日まで再び東京都立美術館にて「美術の祭典　東京展」開催。[19]
- 東京展プロジェクト　in KANAGAWA をGallery SHIMIZU(横浜市中区)で開催。以降例年開催。

#### 企画展
田所一紘展「水鏡シリーズ」／油野誠一：絵本原画と絵本展

### 第39回（2013年）
9月9日から9月16日まで東京展開催。グルグルハウス賞を新設。

#### 企画展
杉田五郎展／企画展示「インターネットと現代の絵師たち」実演：碧風羽／シンポジウム「若年層のいまどき芸術（美術）への思考法」

### 第40回（2014年）
9月9日から9月15日まで東京展開催。中島ギドー名義で中島義道出品、以降例年出品。

#### 企画展
山田實展／企画展示「インターネットと現代の絵師たち」／トークショー「現代美術とは」

### 第41回（2015年）
- 9月9日から9月16日まで東京展開催。[5]

#### 企画展
横前裕子展

### 第42回（2016年）
- 9月9日から9月16日まで東京展開催。[5]

#### 企画展
青柳芳夫展／本江邦夫講演会／シンポジウム

### 第43回（2017年）
- 10月7日から10月14日まで東京展開催。[5]

#### 企画展
斎藤鐵心展／顕彰故展：中村正義／建畠晢講演会

### 第44回（2018年）
10月7日から10月14日まで開催。

#### 企画展
福井昭雄／3DCDゲーム体験／さいあくななちゃん作品メイキング動画

#### 顕彰故展
中村正義

#### 講演
中村正義とわたし　笹木繁男

### 第45回（2019年）
10月8日から10月14日まで開催。ただし12日、13日は台風19号のため美術館が休館。

#### 顕彰故展
藤井勉

### 第46回（2020年）
新型コロナウイルス感染拡大防止のため、2021年に延期。

#### WEB東京展
10月7日から12月31日までオンライン展示会を実施。